# Darrhon
Darrhon ou Darron (en grec ancien Δάῤῥων) était un dieu péonien de guérison dont le culte fut adopté par les anciens Macédoniens.
Il a été avancé que Darrhon, initialement une divinité mineure propre, a ensuite été identifié et vénéré comme Asclépios.

## Étymologie
Il a été suggéré que « Darrhon » est un nom de style macédonien venant du participe grec θαρρῶν / tharrhon signifiant « donner du courage, rendre audacieux ». Θάρρων / Tharrhon est un éponyme érétrien.
Alternativement, son nom pourrait être dérivé de la tribu thrace des Derrones dans la partie nord de la vallée de Strymon, comparable à Apollo Derenus à Abdère.

## Mentions
Darrhon est mentionné par Hésychios comme un daimôn macédonien, plus précisément il est décrit comme :
« le daimôn que les Macédoniens appelaient au secours en cas de maladie. »
C'est aussi un hapax attesté dans une inscription de Pella datant de 200 à 150 av. J.-C.:
« Ἀμφίπολις Δάρρωνι εὐξαμένη ἐπηκόωι. Amphipolis Darrhoni euxamene epekooi. Amphipolis qui prie le bienveillant Darrhon. »

## Sanctuaire
Les fouilles ont révélé un sanctuaire dédié à Darrhon dans l'ancienne Pella, dans la partie sud-ouest de la ville, à proximité immédiate de la route monumentale la reliant au port.